# Artemio Precioso Ugarte
Artemio Precioso Ugarte (Hellín, 1917 - Madrid, 15 de agosto de 2007) fue un economista y ecologista español, hijo del escritor Artemio Precioso. Como militante comunista, luchó en la guerra civil española, donde destacó en el aplastamiento de la rebelión profranquista que había estallado en la base naval de Cartagena en marzo de 1939.

## Biografía
Hijo del escritor Artemio Precioso, nació en la localidad albacetense de Hellín en 1917. Se afilió al Partido Comunista de España (PCE) en 1937.
Durante la Guerra Civil luchó con las fuerzas republicanas, integrándose en el Ejército Popular de la República. En abril de 1938 fue nombrado comandante de la 208.ª Brigada mixta, combatiendo en el frente de Levante. Con posterioridad recibió el mando de la 206.ª Brigada Mixta, unidad de choque. El 3 de marzo de 1939 estalló en la base naval de Cartagena una rebelión armada, en principio de carácter anticomunista pero que rápidamente se convirtió en profranquista. Precioso Ugarte fue enviado con la 206.ª BM a la base naval, donde logró acabar rápidamente con la sublevación aunque no pudo evitar la fuga de la flota de guerra republicana.
Finalizado el conflicto español, marchó al exilio y residió en la URSS, donde realizaría estudios en la Academia Militar Frunze. Posteriormente estuvo en Yugoslavia, a las órdenes de Manuel Tagüeña. Sin embargo, tras el conflicto Tito-Stalin fue trasladado a Checoslovaquia junto a su familia. Allí se doctoró en macroeconomía, obteniendo la cátedra de macroeconomía de la Universidad de Praga. Regresaría a España en la década de 1970, fundó el Centro de Estudios Socioecológicos para educar a jóvenes estudiosos en Economía medioambiental y fue Secretario general de Greenpeace España y su presidente honorario desde 2004. Recibió el Premio Nacional Extraordinario de Medio Ambiente y fue autor de numerosos estudios sobre ecología y economía. Falleció en Madrid el 15 de agosto de 2007.

## Vida personal
Estuvo casado con Beatriz Eguidazu Goyogana, también exiliada en la Unión Soviética tras la guerra.